# Aiguille des Angroniettes
Aiguille des Angroniettes – szczyt górski należący do Alp Pennińskich, położony na granicy Szwajcarii i Włoch. Leży na głównej alpejskiej zlewni, na zachód od Grand Golliat.